# Rajshahi (phân khu)
Phân vùng Rajshahi (tiếng Bengal: রাজশাহী বিভাগ) là một trong bảy đơn vị hành chính của Bangladesh. Phân vùng có diện tích 18.174,4 km² và dân số theo điều tra năm 2011 là 18.329.000 (kết quả sơ bộ). Phía bắc giáp phân khu Rangpur, phía nam giáp phân khu Khulna, phía đông giáp các phân khu Mymensingh và Dhaka, phía tây giáp bang Tây Bengal của Ấn Độ, Phân khu Rajshahi bao gồm 8 huyện (Bogra, Joypurhat, Naogaon, Natore, Nawabganj, Pabna, Rajshahi, Sirajganj), 70 Upazila (phó huyện) and 1.092 liên hiệp. Phân khu này có điểm đặc trưng là nguồn lao động giá rẻ. Cho đến năm 2010, phân khu có 16 huyện, song đến đầu năm đó nó lại bị tách làm đôi để tạo ra phân khu Rangpur từ 8 huyện phía bắc.